# Avenida Universidad (Caracas)
La Avenida Universidad es el nombre que recibe una importante arteria vial localizada en el Centro Histórico de Caracas, concretamente en el Municipio Libertador al oeste del Distrito Metropolitano y al centro norte del país sudamericano de Venezuela. La denominación "Universidad" se origina en el hecho de que el Palacio de las Academias ubicado allí fue sede de la Universidad Central de Venezuela (entre 1852 y 1953, que hoy funciona en la Ciudad Universitaria de Caracas)

## Descripción

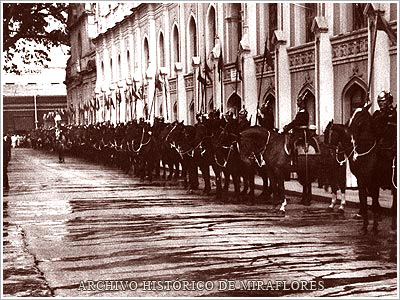
Vista de una parada militar en la Avenida entre 1945 y 1948

Se trata de una vía de transporte carretero que conecta la Avenida Sucre con la Avenida México en un área de gran valor histórico y patrimonial de la capital venezolana. En su trayecto también está vinculada con la Avenida Fuerzas Armadas, la Avenida Baralt, Avenida Sur 4, Avenida Sur 8, Avenida Sur 2, Avenida Sur 1, Avenida Sur 3, solo por citar algunas.
Entre los puntos de interés que destacan se puede mencionar el Centro Parque Carabobo, la iglesia del Sagrado Corazón de Jesús, la estación de Metro La Hoyada, la sede del Ministerio de Educación Universitaria, la Fundación Arturo Michelena, la sede principal del Banco de Venezuela, el Centro Mercantil San Francisco, la iglesia de San Francisco, la Sede de la Asamblea Nacional de Venezuela (Palacio o Capitolio Federal), la estación de metro Capitolio, Metrocenter, el Edificio La Nacional, y el auditorio del Liceo Fermín Toro.

## Esquinas
- Pele el Ojo
- Misericordia
- Monroy
- Perico
- Corazón de Jesús
- Coliseo
- Chorro
- Traposos
- Sociedad
- San Francisco
- Bolsa
- Pedrera
- Marcos Parra

## Galería

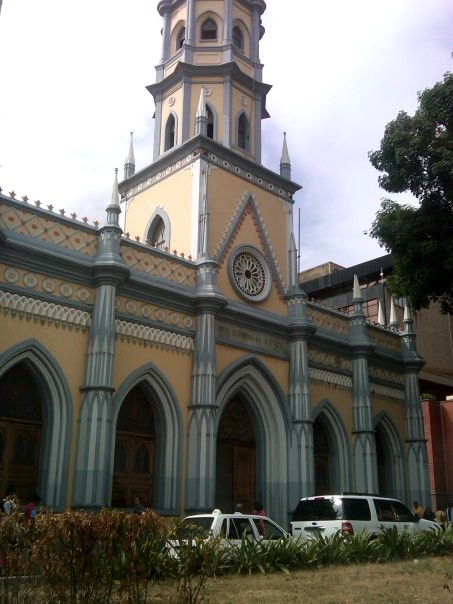
Vista de la Antigua Corte Suprema de Justicia en la Avenida
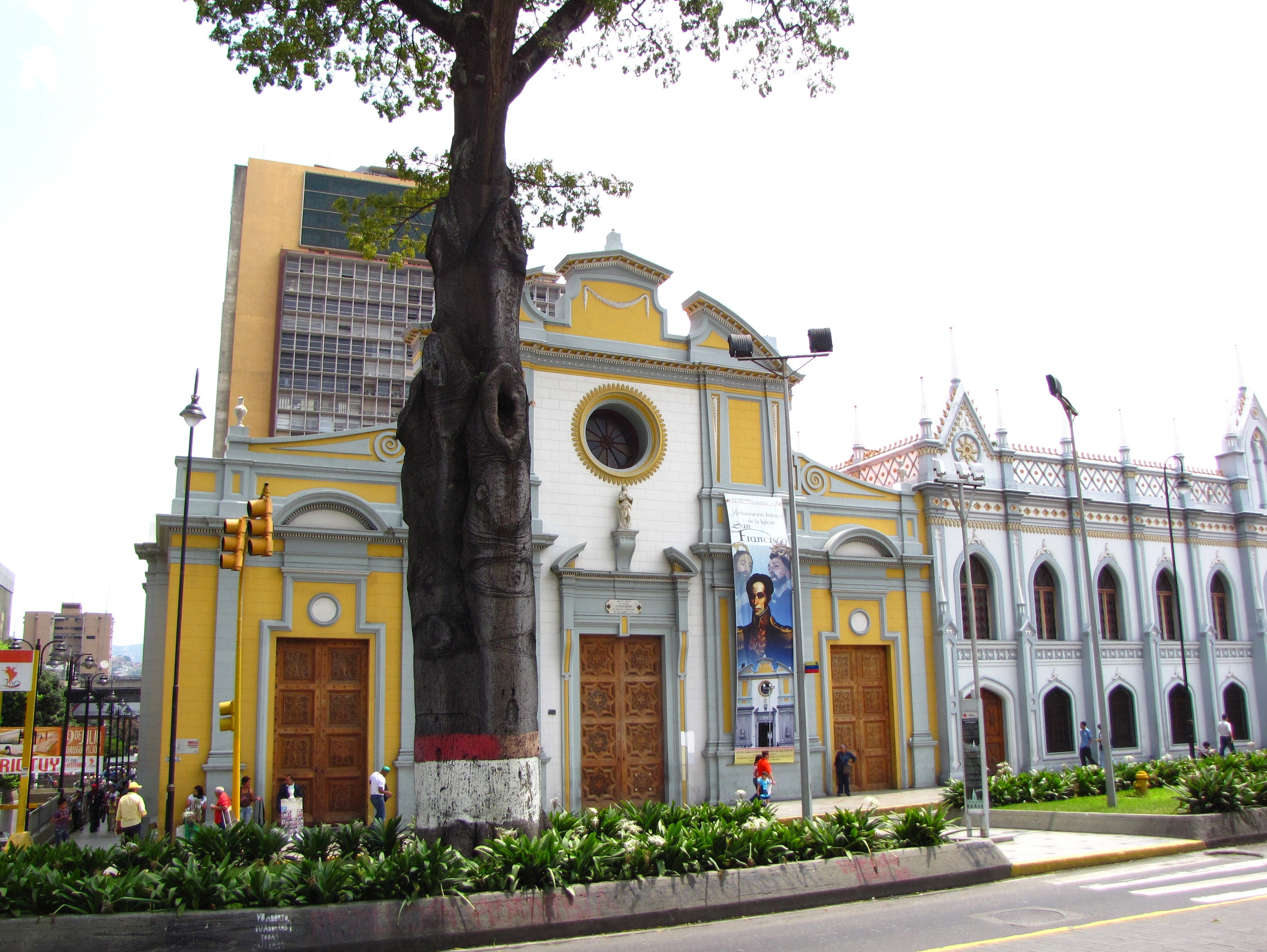
Iglesia de San Francisco de Asís en la avenida
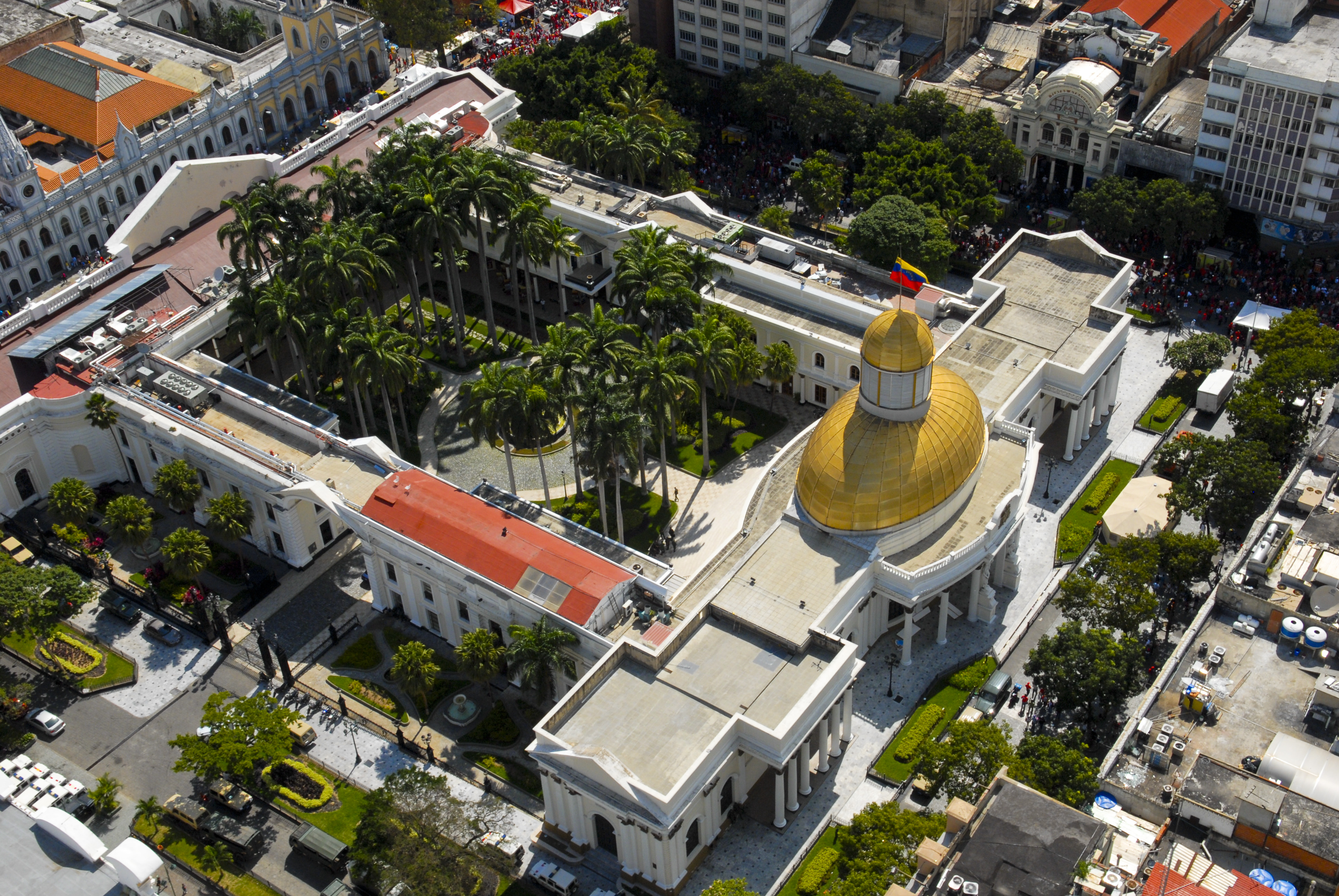
Vista de Palacio Federal Legislativo a un lado de la Avenida
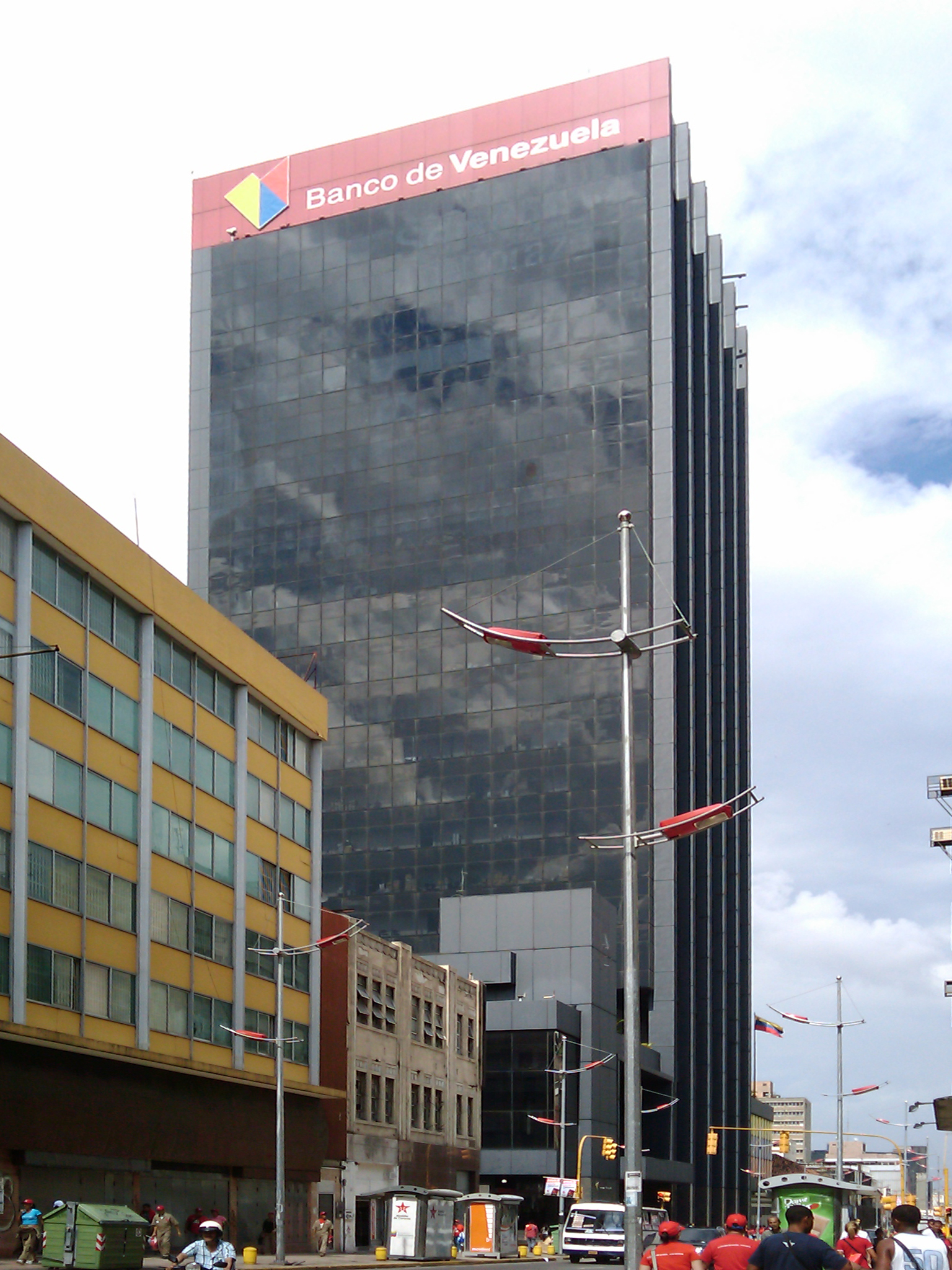
Sede del Banco de Venezuela en la Avenida